# Brunryggig smaragdduva
Brunryggig smaragdduva (Chalcophaps stephani) är en fågel i familjen duvor inom ordningen duvfåglar.

## Utseende och läte
Brunryggig smaragdduva är en liten rostfärgad duva med tydligt smaragdgröna vingar, orangefärgad näbb och ljus panna som är vit hos hanen och grå hos honan. Brun rygg, brun stjärt och ljust begränsad till pannan skiljer den från asiatisk smaragdduva och australisk smaragdduva. Sången består av mjuka "hoo-hoo-hoo-hoo" som gradvis stiger i tonhöjd och accelererar.

## Utbredning och systematik
Brunryggig smaragdduva förekommer från Sulawesi österut via Nya Guinea till Salomonöarna. Den delas in i tre underarter:
- Chalcophaps stephani stephani – förekommer i Kaiöarna, Aruöarna, låglänta delar av Nya Guinea med tillhörande öar (inklusive D’Entrecasteaux-arkipelagen), i Amiralitetsöarna och i Bismarckarkipelagen
- Chalcophaps stephani wallacei – förekommer på Sulawesi och i Sulaöarna (ön Taliabu)
- Chalcophaps stephani mortoni – förekommer i Salomonöarna (från Bougainville till Makira och Santa Anna)

## Status
Arten har ett stort utbredningsområde och beståndet anses stabilt. Internationella naturvårdsunionen IUCN listar den därför som livskraftig (LC).

## Namn
Fågelns vetenskapliga artnamn hedrar Étienne Stephan Jacquinot (1776-1840), pappa till franske upptäcktsresanden Charles Jacquinot.